# Incilius alvarius
Incilius alvarius (Girard, 1859) è un anfibio della famiglia dei Bufonidi, diffuso nel deserto di Sonora (Stati Uniti sud-occidentali e Messico settentrionale).
Ha delle ghiandole sulla schiena che secernono 5-metossi-N,N-dimetiltriptamina, bufotenina, S-metossi-Nmetiltriptamina, serotonina e 5-idrossi-Nmetiltriptamina, sostanze allucinogene.